# 에이미 마티시오

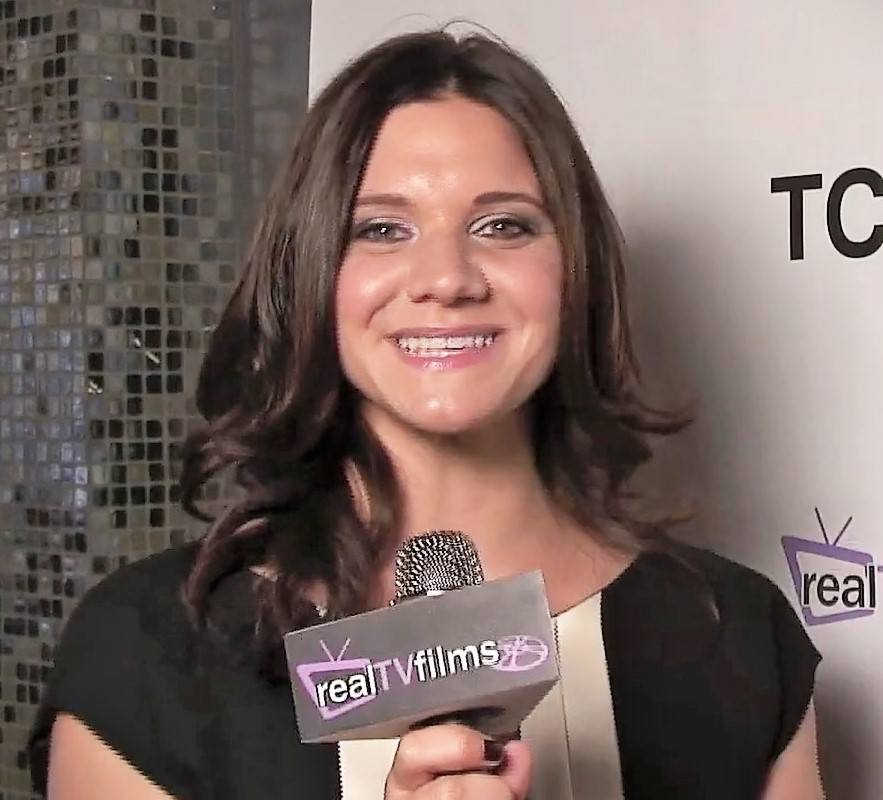

에이미 마티시오(Amy Matysio, 1976년 8월 31일 ~ )는 캐나다의 배우이다.
리자이나에서 태어났다.

## 영화
- 어나더 울프캅 (2017년)
- 울프캅 (2014년) - 티나 역
- 로렌스 & 할로만 (2013년)
- 다크 스페이스 (2013년) - 에바 카메론 역
- 뱀파이어 독 (2012년)
- 페로셔스 (2012년) - 요란다 역
- 체인드 (2012년)
- 어느 날, 사랑이 걸어왔다 (2010년) - 매리 역
- 돌란스 캐딜락 (2009년)
- 몽유병 (2008년)
- 서배티컬 (2007년)
- 안드로이드 - 지구 최후의 전쟁 (2006년)
- 타이드랜드 (2005년)
- 저스트 프렌드 (2005년) - 달라 역